# Maurice Jarre
Maurice Jarre, właśc. Maurice-Alexis Jarre (ur. 13 września 1924 w Lyonie, zm. 29 marca 2009 w Los Angeles) – francuski kompozytor, znany głównie jako twórca muzyki filmowej.
Po raz pierwszy muzykę do filmu napisał w roku 1952. Jest autorem muzyki do takich filmów jak: Zmierzch bogów (1969), Jezus z Nazaretu (1977) Stowarzyszenie Umarłych Poetów (1989), Uwierz w ducha (1990).
Sześciokrotnie nominowany do Oscara za muzykę filmową, statuetkę otrzymał trzykrotnie za filmy: Lawrence z Arabii (1962), Doktor Żywago (1965) i Podróż do Indii (1984). Wszystkie te tytuły wyreżyserował David Lean.
Był trzykrotnie żonaty, jego synem jest muzyk Jean-Michel Jarre.
Zmarł na raka w wieku 84 lat..

## Nagrody
- Nagroda Akademii Filmowej
  - Najlepsza muzyka głównie oryginalna, 1962: Lawrence z Arabii
  - 1966: Doktor Żywago
  - Najlepsza muzyka, 1984: Podróż do Indii
- Złoty Glob
  - Najlepsza muzyka, 1966: Doktor Żywago
  - 1985: Podróż do Indii
  - 1989: Goryle we mgle
  - 1996: Spacer w chmurach
- Nagroda BAFTA
  - Najlepsza muzyka, 1986: Świadek
  - 1990: Stowarzyszenie Umarłych Poetów
- Nagroda Grammy
  - Najlepsza muzyka oryginalna do filmu kinowego lub programu telewizyjnego, 1967: Doktor Żywago